# Pourriotia carcharodonta
Pourriotia carcharodonta är en hjuldjursart som beskrevs av De Smet 2003. Pourriotia carcharodonta ingår i släktet Pourriotia och familjen Notommatidae. Inga underarter finns listade i Catalogue of Life.